# Alair Martins do Nascimento
Alair Martins do Nascimento (Uberlândia, 1934) é um empresário brasileiro do segmento atacadista. Alair é o fundador do grupo Martins, maior atacadista-distribuidor da América Latina com faturamento anual acima de 5 bilhões de reais.

## Biografia
Nascido no distrito de Martinésia, em Uberlândia, filho de Jerônimo Martins do Nascimento e de Lidormira Borges Martins, aos dezessete anos convence os pais a venderem uma terra para investir em um armazém de secos e molhados.
Possui o curso Ensino Fundamental incompleto. Sua trajetória comercial, entretanto, o fez mais tarde implantar a Universidade Martins do Varejo, destinada ao treinamento dos seus clientes e comerciantes.